# Джиганчин, Камиль Камилевич
Камиль Камилевич Джиганчин — заслуженный тренер России, первый тренер олимпийской чемпионки по вольной борьбе Натальи Воробьевой.

## Биография
В 1991 году Камиль Джиганчин стал работать тренером Детской юношеской спортивной школы в городе Тулун.
Камиль Джиганчин предложил Наталье Воробьёвой заниматься вольной борьбой, когда та в детстве зашла посмотреть на кубки и медали, и тренировал Наталью Воробьёву на протяжении 5 лет. Под руководством Камиля Джиганчина Наталья Воробьёва стала чемпионкой России. Затем направил ее к другому тренеру в Санкт-Петербург, потому что в Тулуне не было должных условий для тренировок спортсменки и ее развития. После победы на олимпиаде спортсменка подарила своему первому тренеру автомобиль.
В декабре 2012 года численность учеников Камиля Джиганчина составляла около 50 детей.
Преподаватель высшей квалификационной категории. Награжден грамотами мэра города и министерства по физической культуре и спорту Иркутской области.
В 2015 году Камиль Джиганчин получил приглашение работать в училище олимпийского резерва по вольной борьбе, созданное на базе техникума физической культуры в Иркутске. Возглавляет в нем отделение женской борьбы.
Тренер Елизаветы Чесноковой, обладательницы бронзовой медали на первенстве России по женской вольной борьбе среди юниорок до 21 года, также тренирует Марину Акулёнок, которая по состоянию на ноябрь 2016 года была кандидатом в сборную команду России .